# Betacoronavirus
Betacoronavirus (β-CoV or Beta-CoV) is een van de vier geslachten uit de onderfamilie Orthocoronavirinae (coronavirussen), familie Coronaviridae en de orde Nidovirales. De virussen binnen dit geslacht hebben een virusomhulsel, bezitten positief enkelstrengig RNA, en zijn van zoönotische oorsprong.
De betacoronavirussen met het voor mensen grootste klinische belang zijn OC43 en HKU1 uit de A-lijn, SARS-CoV en SARS-CoV-2 uit de B-lijn en MERS-CoV uit de C-lijn. MERS-CoV is het eerste betacoronavirus uit de C-lijn waarvan bekend is dat het mensen kan infecteren.
De geslachten alfacoronavirus en betacoronavirus stammen af van een virusgenenpool met vleermuizen als gastheer.

## Taxonomie
Betacoronavirus
- Embecovirus
  - Betacoronavirus 1
    - Huuman coronavirus OC43

  - China Rattus coronavirus HKU24
  - Humaan coronavirus HKU1
  - Murine coronavirus
- Hibecovirus
  - Bat Hp-betacoronavirus Zhejiang2013
- Merbecovirus
  - Hedgehog coronavirus 1
  - Middle East respiratory syndrome-gerelateerd coronavirus
  - Pipistrellus bat coronavirus HKU5
  - Tylonycteris bat coronavirus HKU4
- Nobecovirus
  - Rousettus bat coronavirus GCCDC1
  - Rousettus bat coronavirus HKU9
- Sarbecovirus
  - SARS-gerelateerd coronavirus (SARSr-CoV)
    - SARS-coronavirus (SARS-CoV)
    - SARS-coronavirus-2 (SARS-CoV-2)
    - SARS-gerelateerd coronavirus WIV1 (SL-CoV-WIV1)